# Paul Sciacca
 (janvier 2015).
Paul Sciacca, (15 juin 1909-27 août 1986) allié du cousin de Joseph Bonanno : Stefano Maggadino boss de Buffalo qui voyait d'un mauvais œil les désirs d'extension de pouvoir de son cousin. Il a été le boss de la famille Bonanno de 1968 à 1971, il meurt en 1986.

## Carrière
En 1964, une rivalité apparaît au sein de la famille Bonanno quand le parrain Joe Bonnano promut son fils Salvatore "Bill" Bonanno à la fonction de consigliere à la place du caporegime qui a le plus d’ancienneté Gaspar DiGregorio. La famille se scinde en deux factions rivales : celle de Bonanno et celle de DiGregorio. Le 28 janvier 1966, une tentative d'assassinat survient sur le fils de Joe Bonanno, Salvatore "Bill" Bonanno. Les Bonanno suspectent immédiatement Paul Sciacca et son équipe. Les journaux appellent cette guerre la "Bananas War".